# Unabhängiger Sportclub Münster 2022-2023
Questa voce raccoglie le informazioni riguardanti l'Unabhängiger Sportclub Münster nelle competizioni ufficiali della stagione 2022-2023.

## Stagione
Il Unabhängiger Sportclub Münster partecipa alla stagione 2022-23 senza alcuna denominazione sponsorizzata.
In 1. Bundesliga ottiene un settimo posto, che vale la qualificazione ai play-off scudetto, dove viene eliminato ai quarti di finale dallo Schweriner. In Coppa di Germania non supera invece gli ottavi di finale, estromesso dal Suhl.

## Organigramma societario
Area direttiva
- Presidente: Martin Gesigora

Area tecnica
- Allenatore: Lisa Thomsen
- Allenatore in seconda: Matthias Pack, Patrick Fielker
- Scoutman: Kiyarash Maleki

Area sanitaria
- Medico: Christian Fechtrup, Frederick Galla, Rieke Herzog
- Fisioterapista: Constantin Lingenfelser, Stephan Otte, Maximilian Schmidt

## Rosa
| N° | Nome               | Ruolo | Data di nascita   | Nazionalità sportiva |
| -- | ------------------ | ----- | ----------------- | -------------------- |
| 1  | Anna Church        | L     | 21 luglio 1993    | Stati Uniti          |
| 2  | Nikolina Maroš     | O     | 3 maggio 1997     | Austria              |
| 3  | Nele Broszat       | C     | 20 ottobre 2004   | Germania             |
| 4  | Juliane Langgemach | C     | 6 novembre 1994   | Germania             |
| 6  | Iris Scholten      | O     | 15 novembre 1999  | Paesi Bassi          |
| 7  | Elena Kömmling     | S     | 1º febbraio 2000  | Germania             |
| 8  | Luisa van Clewe    | C     | 24 febbraio 2003  | Germania             |
| 9  | Zoe Fleck          | L     | 29 settembre 2000 | Stati Uniti          |
| 10 | Kateřina Valková   | P     | 6 febbraio 1996   | Rep. Ceca            |
| 12 | Meghan Barthel     | P     | 23 marzo 2000     | Germania             |
| 13 | Sina Siebert       | S     | 23 dicembre 2005  | Germania             |
| 14 | Mikala Mogensen    | S     | 3 ottobre 2001    | Danimarca            |
| 15 | Mia Kirchhoff      | S     | 10 settembre 2004 | Germania             |
| 16 | María Schlegel     | S     | 29 agosto 1993    | Spagna               |
| 18 | Daniela Öhman      | C     | 16 marzo 1997     | Finlandia            |

## Statistiche

### Statistiche di squadra
| Competizione      | Punti | In casa | In casa | In casa | In trasferta | In trasferta | In trasferta | Totale | Totale | Totale |
| Competizione      | Punti | G       | V       | P       | G            | V            | P            | G      | V      | P      |
| ----------------- | ----- | ------- | ------- | ------- | ------------ | ------------ | ------------ | ------ | ------ | ------ |
| 1. Bundesliga     | 26    | 12      | 7       | 5       | 11           | 3            | 8            | 23     | 10     | 13     |
| Coppa di Germania | -     | 0       | 0       | 0       | 1            | 0            | 1            | 1      | 0      | 1      |
| Totale            | -     | 12      | 7       | 5       | 12           | 3            | 9            | 24     | 10     | 14     |

G = partite giocate; V = partite vinte; P = partite perse

### Statistiche dei giocatori
| Giocatrice    | 1. Bundesliga | 1. Bundesliga | 1. Bundesliga | 1. Bundesliga | 1. Bundesliga | Coppa di Germania | Coppa di Germania | Coppa di Germania | Coppa di Germania | Coppa di Germania | Totale | Totale | Totale | Totale | Totale |
| Giocatrice    | P             | PT            | AV            | MV            | BV            | P                 | PT                | AV                | MV                | BV                | P      | PT     | AV     | MV     | BV     |
| ------------- | ------------- | ------------- | ------------- | ------------- | ------------- | ----------------- | ----------------- | ----------------- | ----------------- | ----------------- | ------ | ------ | ------ | ------ | ------ |
| M. Barthel    | 23            | 10            | 4             | 1             | 5             | 1                 | 0                 | 0                 | 0                 | 0                 | 24     | 10     | 4      | 1      | 5      |
| N. Broszat    | 0             | 0             | 0             | 0             | 0             | 0                 | 0                 | 0                 | 0                 | 0                 | 0      | 0      | 0      | 0      | 0      |
| A. Church     | 17            | 0             | 0             | 0             | 0             | 1                 | 0                 | 0                 | 0                 | 0                 | 18     | 0      | 0      | 0      | 0      |
| Z. Fleck      | 10            | 0             | 0             | 0             | 0             | -                 | -                 | -                 | -                 | -                 | 10     | 0      | 0      | 0      | 0      |
| M. Kirchhoff  | 23            | 128           | 106           | 14            | 8             | 1                 | 3                 | 1                 | 1                 | 1                 | 24     | 131    | 107    | 15     | 9      |
| E. Kömmling   | 20            | 98            | 83            | 14            | 1             | 1                 | 0                 | 0                 | 0                 | 0                 | 21     | 98     | 83     | 14     | 1      |
| J. Langgemach | 20            | 166           | 115           | 31            | 20            | 1                 | 0                 | 0                 | 0                 | 0                 | 21     | 166    | 115    | 31     | 20     |
| N. Maroš      | 18            | 44            | 23            | 14            | 7             | 1                 | 0                 | 0                 | 0                 | 0                 | 19     | 44     | 23     | 14     | 7      |
| M. Mogensen   | 14            | 26            | 21            | 4             | 1             | 1                 | 2                 | 2                 | 0                 | 0                 | 15     | 28     | 23     | 4      | 1      |
| D. Öhman      | 16            | 78            | 64            | 10            | 4             | 1                 | 4                 | 1                 | 3                 | 0                 | 17     | 82     | 65     | 13     | 4      |
| M. Schlegel   | 23            | 281           | 296           | 28            | 7             | 1                 | 4                 | 2                 | 2                 | 0                 | 24     | 285    | 298    | 30     | 7      |
| I. Scholten   | 23            | 433           | 383           | 32            | 18            | 1                 | 10                | 9                 | 1                 | 0                 | 24     | 443    | 392    | 33     | 18     |
| S. Siebert    | 0             | 0             | 0             | 0             | 0             | -                 | -                 | -                 | -                 | -                 | 0      | 0      | 0      | 0      | 0      |
| K. Valková    | 23            | 57            | 19            | 20            | 18            | 1                 | 1                 | 1                 | 0                 | 0                 | 24     | 58     | 20     | 20     | 18     |
| L. van Clewe  | 12            | 50            | 33            | 11            | 6             | 0                 | 0                 | 0                 | 0                 | 0                 | 12     | 50     | 33     | 11     | 6      |

P = presenze; PT = punti totali; AV = attacchi vincenti; MV = muri vincenti; BV = battute vincenti